# Бартън Финк
„Бартън Финк“ (на английски: Barton Fink) е американско-британски филм от 1991 година, трагикомедия на братя Коен по техен сценарий.
В центъра на сюжета е млад драматург през 40-те години, който с нежелание заминава за Холивуд, сблъсква се с комерсиалния подход на киноиндустрията и се оказва замесен в серийни убийства. Главните роли се изпълняват от Джон Туртуро, Джон Гудмън, Майкъл Лърнър, Джуди Дейвис, Джон Махони.
„Бартън Финк“ получава наградата „Златна палма“ и е номиниран за „Оскар“ за поддържаща мъжка роля, за костюми и за сценография и за „Златен глобус“ за поддържаща мъжка роля.